# پرکسی‌دکی (قمر)
پرَکسیدِکی (‎/prækˈsɪd[invalid input: 'ɨ']kiː/‎ prak-SID-ə-kee; Greek: Πραξιδίκη) (به انگلیسی: Praxidike) که با نام ژوپیتر XXVII نیز خوانده می‌شود، یکی از قمرهای نامنظم و مخالف گرد مشتری است. این قمر به وسیله تیمی از منجمان دانشگاه هاوایی به سرپرستی اسکات اس.شپرد در سال ۲۰۰۰ میلادی کشف شد. این گروه برای آن نام موقت اس/۲۰۰۰ جی ۷ را در نظر گرفتند
این قمر با مدار ۲۰٬۸۲۴ میلیون کیلومتر هر ۶۱۳٫۹۰۴ روز زمینی، یک بار به دور مشتری می‌چرخد. انحراف آن ۱۴۴ درجه نسبت به دائرةالبروج است. (۱۴۳ درجه نسبت به استوای مشتری) و خروج از مرکز مدار آن ۰٫۱۸۴۰ است.
در ماه اوت سال ۲۰۰۳ نام این قمر به نام پرَکسیدِکی، الهه مجازات در اساطیر یونانی نامگذاری شد.برجیس نام دیگراین سیاره است به معنای سرخ یاابلیس.
این قمر به گروه اننکه تعلق دارد و عقیده بر این است که از باقیمانده‌های سیارکی است که به دور خورشید می‌چرخیده است. با داشتن قطر تقریبی ۷ کیلومتر بعد از خود اننکه دومین عضو بزرگ گروه است. (سپیدایی فرضی ۰٫۰۴)
قمر به رنگ خاکستری (شاخص رنگ B-V=۰٫۷۷، R-V= ۰٫۳۴) از نوع سیارک سی دیده می‌شود.